# Запис крушка на Крушару (Поповац)
Запис крушка на Крушару (Поповац) се налази на парцели чији је власник .

## Локација
| Општина             | Параћин                                                          |
| Катастарска општина | Поповац                                                          |
| Потес               | Крушар                                                           |
| Координате          | 43° 55′ 08″ С; 21° 29′ 21″ И / 43.918999999999997° С; 21.4893° И |
| Надморска висина    | 293m                                                             |

## Карактеристике
Дендрометријске вредности утврђене на терену и сателитским снимцима:
| Стабло                     | крушка |
| Висина стабла              | m      |
| Обим дебла                 | m      |
| Пречник крошње             | 9m     |
| Пречник дебла              | m      |
| Висина дебла до прве гране | m      |

## База записа
Запис је у оквиру Викимедија пројекта "Запис - Свето дрво" заведен под редним бројем 1029.